# Let's Dance (canção de David Bowie)
"Let's Dance" é a faixa-título do álbum homônimo do músico britânico David Bowie. A faixa foi lançada como primeiro single do álbum em 1983 e acabou se tornando um dos maiores sucessos comerciais do cantor. Ao fim da canção, Steve Ray Vaughan toca um solo de guitarra.
O single foi um dos mais rapidamente vendidos de Bowie, entrando para o número cinco das paradas britânicas na semana de lançamento e ficando no primeiro lugar por três semanas. Pouco depois, a faixa alcançou o topo do Billboard Hot 100, sendo o segundo e último single de Bowie a chegar ao n°1 nos Estados Unidos. Na Oceania, a faixa quase ficou em primeiro lugar na Austrália, chegando ao número dois, mas ficou no topo das paradas neozelandesas por quatro semanas consecutivas. O single se tornou um dos mais vendidos de 1983 na América do Norte, na Europa Ocidental e na Oceania.

## Recepção e legado
"Let's Dance" foi descrita por Ed Power no Irish Examiner como "um pedaço decente de funk-rock". Escrevendo para a BBC, David Quantick disse que "a combinação de Bowie e Rodgers na faixa-título foi perfeita - a letra épica de Bowie sobre dançar sob um 'luar sério' ['serious moonlight', em inglês] e o brilhante roubo da gradação de 'ah!' da versão dos Beatles de 'Twist and Shout', dos Isley Brothers, foram golpes de mestre, cada um soldado num som de baixo e bateria alto a nível de estádio".
A canção apresentou Bowie a uma audiência nova e mais jovem que não conhecia sua antiga carreira dos anos 1970. Embora a faixa tenha sido a sua mais popular até aquele momento, o seu sucesso gerou o efeito de distanciar Bowie de seus novos fãs, tendo ele dito que não sabia quem eram nem o que queriam. Seus próximos dois álbuns, criados como tentativas de cativar sua nova audiência, sofreram criativamente e, como resultado disto, Bowie citou esses discos como os álbuns com os quais ele ficou menos satisfeito em sua carreira.
Em 2007, Bowie deu ao cantor de R&B Craig David a permissão para usar canção como sample para o seu single "Hot Stuff (Let's Dance)".

## Vídeo da música
O vídeo desta canção foi gravado em março de 1983 por David Mallet na Austrália. O vídeo  contém cenas de um bar em Carinda, um pequeno povoado do estado de Nova Gales do Sul, imagens do Parque Nacional de Warrumbungle próximo de Coonabarabran e ruas de Sydney. No início mostra-nos cenas de David Bowie com o contrabaixo num quarto do Hotel em Carinda e e um casal de jovens aborígenes australianos naturalmente dançando "a canção que estava a tocar na rádio". O casal do vídeo é representado por dois estudantes aborígenes no já extinto Aboriginal Islander Dance Theatre em Sydney,  Terry Roberts (com uma vida futura triste e já falecido) e Joelene King. Como Bowie optou por pessoas reais, alguns dos então 194 residentes do povoado encontram-se num pub dessa localidade,observando e troçando do casal. Eles não acreditavam que estavam sendo filmados e daí o sentimento deles em relação ao casal ser real e não encenado.
Os sapatos vermelhos mencionados na letra da canção surgem em vários contextos. O casal passeia com outros aborígenes, quando a jovem encontra um místico par de sapatos baixos vermelhos numa montanha deserta e instantaneamente aprende a dançar. A rapariga depois de os calçar tem dificuldade em retirá-los.
O casal no vídeo visita museus, janta ao luz de velas e usa o cartão de crédito para pagar as despesas, embebido na modernidade e no consumismo de produtos por vezes  supérfluos, como joias. Numa vitrine de uma loja, o casal observa o mesmo par de sapatos vermelhos, a chave para a sua hipotética  alegria e liberdade.
Depois de verem as dificuldades que tinham de passar para obter aqueles luxos (trabalhando no duro, chegando ao ponto de a jovem ter de lavar uma rua, esfregando o chão), eles resolvem deixar a cidade e os luxos e regressar às montanhas onde viviam e destruindo os tais sapatos vermelhos, que ao invés de simbolizarem a felicidade, passaram a significar a opressão e a exploração humana.
Bowie descreveu este vídeo bem como o vídeo do subsequente single  "China Girl" como umas muito simples e diretas  declarações contra o racismo e a opressão, mas também uma muito direta declaração sobre a integração de uma cultura noutra.
Let's Dance: Bowie Down Under,um curto documentário de Rubika Shah e Ed Gibbs, explorou o making of do vídeo desta canção. Estreou no Festival de Berlim em fevereiro de 2015.